# Купферман, Моше
Моше Купферман (1926—2003) — израильский художник. Лауреат Премии Израиля 2000 года.

## Биография
Моше Купферман родился 12 августа 1926 года в Ярославе, Польша. В 1941 году его семья была сослана в лагеря на Урале и в Германии.
В 1948 году совершил алию в Израиль и стал одним из основателей кибуца Лохамей ха-Гетаот.

## Художественная карьера
Работы Моше Купфермана — синтез художественного стиля лирическая абстракция и модернизма. Его творческий процесс начинался со свободного, некритического выражения, граничащего с личной исповедью, и продолжался критической живописью, в которой художник «стирает» свою «исповедь». Его творчеству присущи конфликты между экспрессивной драмой и самоанализом, формой и атмосферой, разрушением и строительством. Противоречия, которые ему удалось объединить в своих работах, поставили Купфермана в первые ряды израильского искусства (см. работы здесь).
В 1960-е годы Купферман начал с абстрактных картин в монохромных тонах.
В 1970-е годы начал фокусироваться на построении и «удалении» геометрических поверхностей.
В 1983 году написал серию картин, посвящённых Эмилю Гринцвейгу — «Времена краха».
В 1984 году, после резни в Сабре и Шатиле, опубликовал альбом рисунков под названием «С Бейрутом после Бейрута с Бейрутом».
В этих картинах возник прямой посыл, отразился непосредственный шок от резни в лагерях Сабра и Шатила, выплеснулась реакция на событие, которое произошло недалеко от дома Купфермана в Галилее, цифры которого можно каким-то образом уловить в следах на полотне, а сами картины интерпретировать как ряды трупов в чёрно-белых тонах.
В 1999 году создал серию «Разлом и время», картины из которой стали одним из первых прямых упоминаний Купфермана о Холокосте.
Купферман умер в июне 2003 года в Израиле, в кибуце Лохамей ха-Гетаот, где он много лет жил и творил как художник.
В 2005 году Израильской почтовой службой была выпущена марка с картиной «Разлом и время № 7» на ней. Марка была отпечатана в серии из трех марок под названием "История как личная память и как коллективная память.

## Личная жизнь
В кибуце Эйн-Харод работал столяром в начале своей трудовой деятельности, встретил Мию, с которой прожил всю жизнь, основывал кибуц Лохамей ха-Гетаот, у них родились три дочери и сын, потом появились внуки и правнуки.

## Образование
- Курс Иосифа Зарицкого и Авигдора Стемацкого 1973 года.

## Награды и призы
- 1971: Премия Шиффа — от муниципалитета Хайфы
- 1972: Премия Сандберга от Музея Израиля, Иерусалим
- 1991: Премия Хаима Гамзу за развитие искусств от Тель-Авивского музея изобразительных искусств
- 1996: Премия Зусмана за картины Холокоста, Яд ва-Шем, Иерусалим
- 1998: Премия Ойгена Колба в области израильской графики, Тель-Авивский музей изобразительных искусств
- 2000: Премия Израиля в области живописи